# Черневецкий район
Черневе́цкий райо́н (укр. Чернівецький район) — упразднённая административная единица на юго-западе Винницкой области Украины. Административный центр — посёлок городского типа Черневцы.

## География
Площадь — 590 км² (27-е место среди районов).
Основные реки — Мурафа.

## История
Район был создан указом Президиума Верховного Совета УССР № 502-XII от 28 ноября 1990 года путём отделения от Могилёв-Подольского района Винницкой области. Свою деятельность начал 3 января 1991 года.

## Демография
Население района составляет 22 561 человек (на 1 июня 2013 года), в том числе городское население 2 857 человек (12,66 %), сельское — 19 694 человека (87,34 %).

## Административное устройство
Количество советов (рад):
- городских — 0
- поселковых — 1
- сельских — 13

## Населённые пункты
Количество населённых пунктов:
- городов районного значения — 0
- посёлков городского типа — 1 (Черневцы)
- сёл — 33
- посёлков сельского типа — 6

Всего насчитывается 40 населённых пунктов.

## Достопримечательности
Гайдамацкий яр (село Гамуливка).